# USB (航空機)
 USB / УСБ
- 用途：練習機
- 分類：練習訓練爆撃機
- 設計者： アルハーンゲリスキイ試作設計局
- 製造者： 第22工場
- 運用者**  赤色空軍
  -  フィンランド空軍
- 初飛行：1938年
- 生産数：110 機程度
- 生産開始：1938年
- 運用開始：1938年
- 退役：不明
- 運用状況：退役

USB(ロシア語:УСБウーエーズベー)は、ソ連のA・A・アルハーンゲリスキイ記念試作設計局の開発した双発中型の練習訓練爆撃機(Учебно-тренировочный бомбардировщик)である。

## 概要
ツポレフ設計局において高速爆撃機(Скоростной бомбардировщик) SBを開発したアレクサーンドル・アレクサーンドロヴィチ・アルハーンゲリスキイ(Александр Александрович Архангельский)は、その派生型のひとつとして練習機の開発に取り組んだ。SBが大量に生産され部隊配備されたため、機体に習熟するための専用の練習訓練機が必要となったのである。
開発は、1937年に開始された。M-100A液冷エンジンを搭載したSB-2M-100Aが基礎として選ばれ、これに二重操縦装置付きのキャビンが取り付けられることとなった。しかしながら、新しいキャビンは操縦士の作業効率と機体の飛行性能を低下させることが判明した。そのため、操縦士席を取り外して代わりに開放式の飛行教官席F-1を取り付けることとされた。
1938年3月11日から16日にかけて、F-1を装備したSBは国家試験に供せられた。練習機開発のため、第22工場で生産された量産型のSBが1 機使用された。この機体には専用の訓練生席が備え付けられたが、教官席にも操縦装置とすべての計器が搭載されていた。試験は成功裏に終了した。1938年の内に110組の練習機用キャビンが製造され、その内29組が新造機に装備され、残る81組は改修キットとして航空学校や前線部隊に送られた。

## スペック
- 初飛行：1938年
- 翼幅：20.33 m
- 全長：12.57 m
- 全高：3.48 m
- 翼面積：56.00 m2
- 空虚重量：4138 kg
- 通常離陸重量：5738 kg
- 発動機：クリーモフ M-100A(М-100А) 液冷エンジン ×2
- 出力：860 馬力
- 最高速度：425 km/h
- 巡航速度：315 km/h
- 実用航続距離：900 km
- 上昇力：437 m/min
- 実用飛行上限高度：9000 m
- 乗員：3 名

## 運用国
ソ連
空軍
 フィンランド
フィンランド空軍